# Argeu II
Argeu II (en llatí Argaeus, en grec antic Ἀργαῖος) fou rei de Macedònia cap als anys 393 aC i 392 aC.
Era un pretendent del tron macedoni que amb el suport de l'il·liris va aconseguir enderrocar a Amintes, agafar el poder i conservar-lo prop de dos anys. Amintes, amb l'ajut dels tessalis va aconseguir expulsar Argeu i almenys una part dels seus dominis.
Probablement és el mateix Argeu que el 359 aC tornava a ser pretendent del tron, amb suport dels atenencs, però Filip II de Macedònia que havia aconseguit la regència del regne per les seves intrigues i promeses, va procurar que Atenes no s'hi involucrés. Llavors Argeu va reunir un cos de mercenaris, alguns partidaris macedonis i alguns soldats atenencs que el seu general, Mànlies, va permetre que el seguissin, i va atacar Eges però van ser rebutjats. Quan es retiraven a Metone, en el camí van ser interceptats per Filip i derrotats. La seva sort posterior és desconeguda.